# Gorski javor
Gorski javor (latinski: Acer pseudoplatanus) vrsta je javora. Raste u sredogorju i planinskom području Europe i Male Azije. Vrsta drveta iz roda javora (acer). Kod nas u Hrvatskoj je autohtona vrsta drveća, dolazi na nadmorskoj visini do 1250 metara, najčešće u zajednici s bukvom i jelom.

## Izgled
Raste 20 – 25 metara u visinu. Debla stabala koja su rasla u sastojini su visoka i ravna, a krošnja je mala. 
Kora je sive boje, tanka, glatka, u starijoj dobi počinje se raspucavati u obliku pločica i otpadati s debla (kao i kod platane). Izbojci su sivosmeđe boje. 
Pupovi su obavijeni velikim brojem zelenkastih ljuskica, čiji su vrhovi crne boje. Nalaze se unakrsno nasuprotni na izbojcima. 
Listovi su peterolapi, lapovi su jajoliko duguljasti, na vrhu su ušiljeni, na rubu krupno napiljeni, režnjevi su šiljasti, a ukupna veličina listova može doseći 20 cm. Listovi su s gornje strane tamnozelene boje, donje su svijetlozelene boje s ćupercima bijelih dlačica u kutovima lisnih žila. Peteljka je duga, crvene boje. 
Plod se sastoji od dvije perutke koje su međusobno spojene pod kutom nešto manjim od 90 stupnjeva, sjemenka je orašćić, izbočena i pričvršćena na krilce mrežaste nervature. 
Korijen u početku razvija žilu srčanicu, a kasnije razvija više glavnih korijenovih žila.

## Sinonimi
- Acer pseudoplatanus var. acuminatum Tausch
- Acer pseudoplatanus f. albertsii Schwer.
- Acer pseudoplatanus f. albomarmoratum Pax
- Acer pseudoplatanus var. albovariegatum Hayne ex Loudon
- Acer pseudoplatanus f. albovariegatum (Hayne ex Loudon) Schwer.
- Acer pseudoplatanus f. annae Schwer.
- Acer pseudoplatanus var. anomalum Schwer.
- Acer pseudoplatanus f. argutum Schwer.
- Acer pseudoplatanus f. atropurpureum Schwer.
- Acer pseudoplatanus f. aucubifolium Schwer.
- Acer pseudoplatanus f. aureovariegatum Schwer.
- Acer pseudoplatanus f. bicolor Schwer.
- Acer pseudoplatanus f. brevialatum Schwer.
- Acer pseudoplatanus var. coloratum Pax
- Acer pseudoplatanus var. complicatum H.Mort.
- Acer pseudoplatanus f. complicatum (H.Mort.) Schwer.
- Acer pseudoplatanus f. concavum Schwer.
- Acer pseudoplatanus f. costorphinense Schwer.
- Acer pseudoplatanus var. crispum Schwer.
- Acer pseudoplatanus f. cruciatum Schwer.
- Acer pseudoplatanus f. cupreum Schwer.
- Acer pseudoplatanus f. discolor Schwer.
- Acer pseudoplatanus f. dittrichii (Ortm.) Schwer.
- Acer pseudoplatanus f. erythrocarpum (Carrière) Schwer.
- Acer pseudoplatanus var. erythrocarpum Carrière
- Acer pseudoplatanus f. euchlorum Späth ex Schwer.
- Acer pseudoplatanus var. fieberi Pax
- Acer pseudoplatanus var. flava-variegatum Loudon
- Acer pseudoplatanus f. flavescens Schwer.
- Acer pseudoplatanus f. grandicorne Borbás
- Acer pseudoplatanus var. handjeryi Späth ex Rehder
- Acer pseudoplatanus f. handjeryi (Späth ex Rehder) Geerinck
- Acer pseudoplatanus f. handjeryi Schwer.
- Acer pseudoplatanus f. insigne Schwer.
- Acer pseudoplatanus var. laciniatum Loudon
- Acer pseudoplatanus f. laetum Schwer.
- Acer pseudoplatanus f. latialatum (Pax) Pax
- Acer pseudoplatanus var. latialatum Pax
- Acer pseudoplatanus f. leopoldii Schwer.
- Acer pseudoplatanus var. longifolium Loudon
- Acer pseudoplatanus f. luteovirescens Schwer.
- Acer pseudoplatanus f. lutescens Pax
- Acer pseudoplatanus var. macrocarpum Spach
- Acer pseudoplatanus var. medium Spach
- Acer pseudoplatanus f. metallicum Schwer.
- Acer pseudoplatanus var. microcarpum Spach
- Acer pseudoplatanus var. nebrodense Tineo ex Pax
- Acer pseudoplatanus f. neglectum Schwer.
- Acer pseudoplatanus f. nervosum Schwer.
- Acer pseudoplatanus f. nizetii Schwer.
- Acer pseudoplatanus f. opizii (Ortmann ex Opiz.) Schwer.
- Acer pseudoplatanus var. opulifolium (Chaix) Loudon
- Acer pseudoplatanus f. palmatifidum Schwer.
- Acer pseudoplatanus f. pseudonizetii Schwer.
- Acer pseudoplatanus f. purpurascens Pax
- Acer pseudoplatanus f. purpureum (Loudon) Rehder
- Acer pseudoplatanus var. purpureum Loudon
- Acer pseudoplatanus f. quadricolor Schwer.
- Acer pseudoplatanus var. quinquelobum Schwer.
- Acer pseudoplatanus f. rubromaculatum Pax
- Acer pseudoplatanus f. sanguineum Schwer.
- Acer pseudoplatanus f. serotinum Schwer.
- Acer pseudoplatanus f. serratum Schwer.
- Acer pseudoplatanus var. siculum Guss.
- Acer pseudoplatanus f. siculum (Guss.) Borbás
- Acer pseudoplatanus f. spaethii Schwer.
- Acer pseudoplatanus var. subintegrilobum Pax
- Acer pseudoplatanus var. subobtusum DC.
- Acer pseudoplatanus f. subparallelum Borbás
- Acer pseudoplatanus var. subtrilobum Schwer.
- Acer pseudoplatanus var. subtruncatum Pax
- Acer pseudoplatanus var. ternatum Schwer.
- Acer pseudoplatanus var. tomentosum Tausch
- Acer pseudoplatanus var. triangulare Schwer.
- Acer pseudoplatanus f. tricolor Schwer.
- Acer pseudoplatanus f. trilobatum Schwer.
- Acer pseudoplatanus var. van-volxemii (Mast.) Wesm.
- Acer pseudoplatanus f. variegatum (Weston) Rehder
- Acer pseudoplatanus subsp. villosum (J.Presl & C.Presl) Parl.
- Acer pseudoplatanus var. vitifolium Tausch
- Acer pseudoplatanus f. vitifolium (Tausch) Schwer.
- Acer pseudoplatanus f. worleei Rosenthal ex Schwer.[1]

- A. pseudoplatanus, listovi
- A. pseudoplatanus, plod
- A. pseudoplatanus, kora gorskog javora
- A. pseudoplatanus, pupoljak gorskog javora.